# Campionato europeo di Formula 2 1969
La stagione 1969 del Campionato europeo di Formula 2 fu disputata su 7 gare. Fu vinta dal pilota francese Johnny Servoz-Gavin su Matra-Ford Cosworth.

## La pre-stagione

### Calendario
| Gara | Nome                         | Circuito                       | Giri | Lunghezza           | Data       | Note                                                                          |
| ---- | ---------------------------- | ------------------------------ | ---- | ------------------- | ---------- | ----------------------------------------------------------------------------- |
| 1    | BARC 200 Willis Trophy       | Circuito di Thruxton           | 65   | 65x 3.860=193 km    | 7 aprile   | Gara disputata con due batterie di semifinale di 15 giri più una finale di 50 |
| 2    | Deutschland Trophäe          | Hockenheimring                 | 40   | 40x 6.768=270.72 km | 13 aprile  | Gara corsa su due manches da 20 giri ciascuna.                                |
| 3    | ADAC-Eiffelrennen            | Nürburgring                    | 10   | 10x22.835=228.35 km | 27 aprile  |                                                                               |
| 4    | Gran Premio di Madrid        | Circuito permanente del Jarama | 60   | 60x3.404=204.24 km  | 11 maggio  |                                                                               |
| 5    | Flugplatzrennen Tulln        | Tulln-Langenlebarn             | 70   | 70x2.700=189 km     | 13 luglio  | Gara corsa su due manches di 35 giri ciascuna.                                |
| 6    | Gran Premio del Mediterraneo | Autodromo di Pergusa           | 62   | 62x4.800=297.6 km   | 24 agosto  | Gara corsa su due manches di 31 giri ciascuna.                                |
| 7    | Gran Premio di Roma          | Autodromo Vallelunga           | 80   | 80x3.120=249,6 km   | 12 ottobre | Gara corsa su due manches di 40 giri ciascuna.                                |

## Risultati e classifiche

### Risultati
| Gara | Circuito           | Tempo      | Velocità | Pole position        | GPV                                 | Vincitore                          | Vettura                                   |
| ---- | ------------------ | ---------- | -------- | -------------------- | ----------------------------------- | ---------------------------------- | ----------------------------------------- |
| 1    | Thruxton           | 1'02:44.6  |          | Jochen Rindt         | Jochen Rindt                        | Jochen Rindt Henri Pescarolo       | Lotus-Ford Cosworth Matra-Ford Cosworth   |
| 2    | Hockenheim         | 1'21:09.6  |          | Henri Pescarolo      | Jean-Pierre Beltoise                | Jean-Pierre Beltoise Hubert Hahne  | Matra-Ford Cosworth Lola-BMW              |
| 3    | Nürburgring        | 1'21:40.4  |          | Jo Siffert           | Jackie Stewart                      | Jackie Stewart Hubert Hahne        | Matra-Ford Cosworth Lola-BMW              |
| 4    | Jarama             | 1'29:36.7  |          | Jean-Pierre Beltoise | Jean-Pierre Beltoise Jackie Stewart | Jackie Stewart Johnny Servoz-Gavin | Matra-Ford Cosworth Matra-Ford Cosworth   |
| 5    | Tulln-Langenlebarn | 1'13:22.02 |          | Jochen Rindt         | Jochen Rindt                        | Jochen Rindt François Cevert       | Lotus-Ford Cosworth Tecno-Ford Cosworth   |
| 6    | Pergusa            | 1'17:58.0  |          | Clay Regazzoni       | Graham Hill                         | Piers Courage Johnny Servoz-Gavin  | Brabham-Ford Cosworth Matra-Ford Cosworth |
| 7    | Vallelunga         | 1'42:43.4  |          | Johnny Servoz-Gavin  | Johnny Servoz-Gavin                 | Johnny Servoz-Gavin                | Matra-Ford Cosworth                       |

### Classifica Piloti
| Punti | 9 | 6 | 4 | 3 | 2 | 1 |

Contano i 5 migliori risultati.
| Posizione       | Nome                | Paese          | Team                   | Telaio  | Motore   | Regno Unito (bandiera) | Germania (bandiera) | Germania (bandiera) | Spagna (bandiera) | Austria (bandiera) | Italia (bandiera) | Italia (bandiera) | Punti Totali |
| --------------- | ------------------- | -------------- | ---------------------- | ------- | -------- | ---------------------- | ------------------- | ------------------- | ----------------- | ------------------ | ----------------- | ----------------- | ------------ |
| 1               | Johnny Servoz-Gavin | Francia        | Matra International    | Matra   | Cosworth | 6                      | (3)                 | 4                   | 9                 | -                  | 9                 | 9                 | 37           |
| 2               | Hubert Hahne        | Germania Ovest | BMW                    | Lola    | BMW      | -                      | 9                   | 9                   | 6                 |                    |                   |                   | 28           |
| 2               | Hubert Hahne        | Germania Ovest | BMW                    | BMW     | BMW      |                        |                     |                     |                   | 4                  | -                 | -                 | 28           |
| 3               | François Cevert     | Francia        | Tecno Racing           | Tecno   | Cosworth | 3                      | -                   | 3                   | -                 | 9                  | 6                 | -                 | 21           |
| 4               | Henri Pescarolo     | Francia        | Matra Sports           | Matra   | Cosworth | 9                      | 4                   | -                   | -                 | -                  | -                 | -                 | 13           |
| 5               | Peter Westbury      | Regno Unito    | FIRST                  | Brabham | Cosworth | -                      | -                   | -                   | 3                 | 2                  | -                 | 6                 | 11           |
|                 | Derek Bell          | Regno Unito    | Ferrari                | Ferrari | Ferrari  | -                      | -                   | 6                   | 2                 | -                  | -                 |                   | 11           |
| Williams Racing | Derek Bell          | Regno Unito    | Brabham                | Ford    |          |                        |                     |                     |                   |                    | 3                 |                   | 11           |
| 7               | Tino Brambilla      | Italia         | Ferrari                | Ferrari | Ferrari  | 4                      | -                   | -                   | 4                 | -                  | -                 | -                 | 8            |
|                 | Nanni Galli         | Italia         | Tecno Racing           | Tecno   | Cosworth | -                      | 1                   | -                   | 1                 | 6                  | -                 | -                 | 8            |
| 9               | Kurt Ahrens         | Germania Ovest | Ahrens Racing          | Brabham | Cosworth | -                      | 6                   | -                   | -                 | -                  | -                 | -                 | -            |
| 10              | Clay Regazzoni      | Svizzera       | Ferrari                | Ferrari | Ferrari  | 1                      | -                   | -                   | -                 | -                  |                   |                   | 5            |
| 10              | Clay Regazzoni      | Svizzera       | Tecno Racing           | Tecno   | Cosworth |                        |                     |                     |                   |                    | 4                 | -                 | 5            |
| 11              | Alan Rollinson      | Regno Unito    | Winkelmann Racing      | Lotus   | Cosworth | -                      | 2                   | -                   | -                 | -                  |                   |                   | 4            |
| 11              | Alan Rollinson      | Regno Unito    | Irish Racing           | Brabham | Cosworth |                        |                     |                     |                   |                    | 2                 | -                 | 4            |
|                 | John Miles          | Regno Unito    | Winkelmann Racing      | Lotus   | Cosworth | -                      | -                   | -                   | -                 | -                  | -                 | 4                 | 4            |
| 13              | Xavier Perrot       | Svizzera       | Squadra Tartaruga      | Brabham | Cosworth | -                      | -                   | -                   | -                 | 3                  | -                 | -                 | 3            |
|                 | Robin Widdows       | Regno Unito    | Gerard Racing          | Brabham | Cosworth | -                      | -                   | -                   | -                 | -                  | 3                 | -                 | 3            |
| 15              | Enzo Corti          | Italia         | Scuderia Picchio Rossa | Brabham | Cosworth | 2                      | -                   | -                   | -                 | -                  | -                 | -                 | 2            |
|                 | Malcolm Guthrie     | Regno Unito    | Williams Racing        | Brabham | Cosworth | -                      | -                   | 2                   | -                 | -                  | -                 | -                 | 2            |
|                 | Werner Lindermann   | Germania Ovest | Montan Racing          | Brabham | Cosworth | -                      | -                   | 1                   | -                 | 1                  | -                 | -                 | 2            |
|                 | Franco Bernabei     | Italia         | Williams Racing        | Brabham | Cosworth | -                      | -                   | -                   | -                 | -                  | -                 | 2                 | 2            |
| 19              | Patrick Dal Bo      | Francia        | Pygmée                 | Pygmée  | Cosworth | -                      | -                   | -                   | -                 | -                  | 1                 | -                 | 1            |
|                 | John Pollock        | Irlanda        | Team Ireland           | Lotus   | Cosworth | -                      | -                   | -                   | -                 | -                  | -                 | 1                 | 1            |